# 朗哈根
朗哈根是德国梅克伦堡-前波莫瑞州的一个市镇。总面积27.17平方公里，总人口607人，其中男性321人，女性286人（2011年12月31日），人口密度22人/平方公里。